# 列昂尼德·彼得罗夫斯基
列昂尼德·格里戈里耶维奇·彼得罗夫斯基（俄语：Леони́д Григо́рьевич Петро́вский；1897年6月11日—1941年8月17日）苏联中将，乌克兰领导人格里戈里·彼得罗夫斯基长子。生于今乌克兰顿涅茨克州。 1937年，他从师级指挥员升任军级指挥员。在指挥中亚地区的部队时被撤职并被逐出军队，但未像许多同事一样被处决。1940年，复职。曾获得红旗勋章，红星勋章和爱国战争勋章。父亲去世不到一个月，他的弟弟彼得于9月11日被处决。1941年苏德战争期间阵亡。